# 조쉬 쿠옹 타트

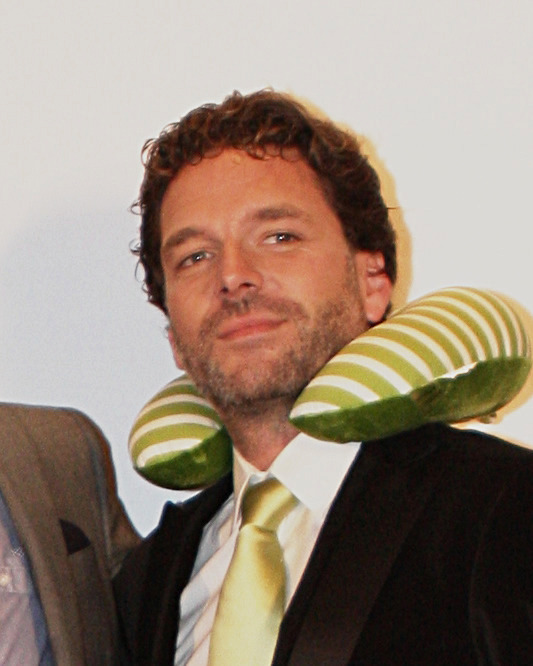

조쉬 쿠옹 타트(Josh Quong Tart, 1975년 9월 18일 ~ )는 오스트레일리아의 배우이다.
시드니에서 태어났다.

## 영화
- 악마와의 토크쇼 (2023년) - 레오 피스크 역
- 스케어 캠페인 (2016년)
- 어라운드 더 블럭 (2013년) - 베리 역
- 올 세인츠 (1998년)
- 홈 앤 어웨이 (1988년) - 마일즈 코펠랜드 역